# دیکس ۶۷۷۶
سیارک ۶۷۷۶ (به انگلیسی: 6776 Dix، نامگذاری:1989GF8) شش هزار و هفتصد و هفتاد و ششمین سیارک کشف شده‌است که در ۶ آوریل ۱۹۸۹ کشف شد.
قدر مطلق سیارک برابر ۱۳٫۹۰ است.